# Stöcken (Lohmar)
Stöcken ist ein Weiler in Lohmar im Rhein-Sieg-Kreis in Nordrhein-Westfalen.

## Geographie
Stöcken liegt im Norden von der Stadt Lohmar. Umliegende Ortschaften und Weiler sind Breideneichen, Bombach und Klein-Bombach im Nordosten, Grünagger und Aggerhütte im Osten, Agger (Lohmar) im Süden, Jexmühle im Südwesten, Hoven, Durbusch und Dahlhaus im Nordwesten.

## Gewässer
Nördlich von Stöcken fließt ein namenloser orographisch rechter Nebenbach der Agger. Südlich von Stöcken fließt der Jexmühlenbach entlang, ein orographisch rechter Nebenfluss der Agger.

## Verkehr
Stöcken liegt zwischen der im Osten gelegenen Bundesstraße B 484 und der im Westen gelegenen Landesstraße L 84.

## Trivia
Stöcken in Lohmar liegt nordöstlich von Honrath. Das namensgleiche Stöcken in Rösrath liegt westlich von Honrath nur wenige Kilometer entfernt.